# 中道 (政治)
中道（ちゅうどう）は、右派や左派（あるいは保守や革新）のどちらにも偏らずに中正の政策を行う政治。

## 概要
政治における「中道」は仏教用語の中道とは意味を違え、左翼・右翼の政治的スペクトルの視点で、右派（保守）や左派（革新）のいずれにも偏らないことをいい、中道はそれに立脚した思想、運動、集団を指す。
類似の概念との比較では、「中間派」は単にある時点での左右両派の中間派を指し、「中立」はどちらにも味方しないことを指すが、「中道」は通常、急進主義または反動ではなく穏健で、イデオロギー中心ではなく現実主義的で、議会制民主主義や少数意見の尊重など公正な思想・姿勢を指す場合が多い。
ただし現実には中道や中道思想の明確な定義は無いため、その時代や場所に応じて「右派」や「左派」の思想や主張が変わるに応じて、中道の思想や主張も変化する場合が多い。しかし左右両派に失望が広がった場合などに勢力を拡張する場合や、二大政党制でも左右勢力が均衡している場合には第三極としてキャスティング・ボートを握る場合もある。

## 中道の例

### マルクス主義運動
マルクス主義的な政治運動の文脈において中道主義とは、革命主義と社会改良主義との中間に位置するイデオロギーを帯びた立場を表す。例えば1893年にイギリスで結成された独立労働党 (ILP) は、社会改良を通じて社会主義政権を樹立するか、または革命の遂行を通じて政権を執るかで揺れ動いていたため「中道主義」と見なされる。
また、民主社会主義的な第二インターナショナルにも共産主義的な第三インターナショナル（コミンテルン）にも入れなかった、いわゆる第二半インターナショナルや第三半インターナショナルのメンバーも、この文脈においては「中道主義」と言える。
1920年代、ボリシェビキでは「中道主義」がネップや資本主義諸国との友好関係を支持する右派と、計画経済や世界革命を志向する左派との中間に位置する立場を指した。なお、1920年代末までには、この2つの対立する派閥がヨシフ・スターリンによって打倒された。

### フランス
フランスには古くから中道政党が存在するが、このうち最も著名なのが1978年に設立されたフランス民主連合である。なお、フランス民主連合は2007年に解散し、その後継政党としてはフランソワ・バイル率いる民主運動などがある。フランス革命では、議席の下段に座ったので、平原派（プレーヌ派）あるいは蔑視の意味を込めて沼沢派（マレ派）などと呼ばれた。

### ドイツ

ドイツ議会における各政党の配置（左から左翼党、社会民主党、同盟90/緑の党、キリスト教民主同盟・キリスト教社会同盟、自由民主党）

ドイツにおいては、1870年に結成されたカトリック系の中央党がある。中央党は左右両派のカトリック教徒を糾合した、ドイツ初の「国民政党」（包括政党）とされるものの、宗教問題に関して中立的でなかったほか、教育政策については右派路線を打ち出していた（詳細は中央党を参照）。
中央党の後継政党としてはキリスト教民主同盟 (CDU) や自由民主党 (FDP) があるが、いずれの政党も右派寄りであることから、社会民主党などはこれらの政党を「中道」と呼ばない。また、「中道左派」やリベラルな「現実主義者」から構成される同盟90/緑の党も「左派」と呼ぶには躊躇われ、議会では社会民主党とキリスト教民主（社会）同盟との中間を占め、自由民主党はキリスト教民主・キリスト教社会同盟の右側に座っている。
なおドイツ語では、中道主義を意味する "Zentrismus" が専門家の間でもあまり使われないほか、中央集権を指す "Zentralismus" と間違われやすいため、「中道政治」の訳語としては "politische Mitte" が当てられる。

### ベルギー
ベルギーはフラマン語またはフランス語使用地域毎に政党が存在する。
フランドルで最も中道主義的な政党は人民連合であったが、この政党は社会自由主義を標榜したのみならず、国内のフランス語話者に文化的劣等感を抱いているオランダ語話者の民族的感情を鼓吹した所に特徴があった。なお、同党は左右の路線対立から2001年に解党し、2009年以降は新フラームス同盟がその唯一の後継政党となっている。
一方フランス語圏では、キリスト教民主主義を掲げる民主人道主義中道派が中道右派ないしは中道政党とされるほか、改革運動も政治的スペクトラムでは中道に位置づけられている。

### オランダ
民主66が中道または中道左派とされるものの、党自体はあくまで社会自由主義政党を名乗り、左右の色分けを避けている。また、プロテスタント系のキリスト教同盟も移民や環境、その他社会問題に関しては左寄りであるが、同性愛や薬物、安楽死といった文化的問題になると保守的な傾向が強いため、中道政党とされることがある。

### 北欧諸国
北欧のほとんどの国においては、中道政党があり、いずれも社会経済的な左右の枠組みに対する中道主義的な立場に加え、明確で他とは区別されるイデオロギーを共有する。その立場とは、地方分権を軸として中小企業対策や環境保護に関わることである。こうした中道政党は、自由主義インターナショナルや欧州自由民主改革党に参画している。デンマークの中道民主党や自由同盟など一部を除き、歴史的には農村生活の維持に取り組む農民党を前身としており、1960年代には非農村部における諸問題の解決を図るべく中央党へと改名している。

### アイルランド共和国
アイルランドでは、フィアナ・フォイルとフィナ・ゲールという2大政党がともに、中道主義かつポピュリスト政党である。ただし、フィナ・ゲールがヨーロッパでキリスト教民主主義グループに与する一方で、フィアナ・フォイルはリベラル保守政党と位置づけられている。両党とも中道左派や中道右派のメンバーから成っているため、「左派」あるいは「右派」というイデオロギー上のレッテル張りを好まない。
なお、最大の非中道政党は労働党であり、同党は自ら民主社会主義と位置づけ国内の多くの労働組合とつながりがある。

### イギリス
イギリスの政界では通常、左右両派の中間に位置する中道的な立場と言えばリベラルないしは進歩主義と関連があり、政界再編を引き起こしつつも穏健な見解をリードしていた。1978年には、エドワード・ヒース元首相（保守党）が、自由党のシリル・スミス院内幹事と中道政党を立ち上げるべくトーリー党からの離反を画策するも、不成功に終わる。しかしながら1980年代から1990年代初頭にかけて、労働党が速やかに中道へと軸足を移した。ニューレイバー路線は中道政権として名声を博し、爾来労働党は、政界において中道的な立場を保持するとともに、これを左寄りに移行させる政党として知られるようになった。なお、自由民主党や保守党にも中道派は存在することに注意が必要である。

### ニュージーランド
ニュージーランドには統一未来党という中道政党があり、2017年5月15日現在、議会に1議席を持つ。

### スペイン
複数の世論調査によると、中道に最も近いとされる国政政党は進歩民主連合である。また、カタルーニャ州の集中と統一やバスク地方のバスク民族主義党といった民族主義政党も、政治的には中道と言われている。

### 日本
第二次世界大戦後の日本では1955年の保守合同と社会党再統一により保守と革新勢力が対立する55年体制が成立したが、1960年代には公明党や民社党、社会民主連合などが中道主義または中道左派を標榜して勢力を拡大した。
1970年代半ばには自由民主党と民社党の「中道新党構想」、新自由クラブ・民社党・社民連による中道政党構想などが存在した。また、1980年代前半には社民連と新自由クラブの国会内統一会派「新自由クラブ民主連合」、1980年代後半から1990年代前半にかけては進歩党との「進歩民主連合」、各種の自公民路線や社公民路線などが存在した。
1993年の55年体制崩壊により、自民党から分かれた改革中道・中道右派的政党が多数発生した。新進党への合流・解散を経て、民主中道を掲げる民主党へと受け継がれた。
小選挙区制の導入後の二大政党化で政策が接近し、自民党と民主党では大きな相違は減少した。このため、公明党が中道主義を標榜し続けたのに対し、2000年代以降の民主党は「中道」の語をほとんど使用していなかったが、2012年、保守色を強める自民党や日本維新の会などに対抗して再び「中道」を掲げる方向に舵を切った。だが、当時民主党代表の野田佳彦は保守を自認し、方針転換に難色を示した。
民主党の流れを汲む国民民主党は改革中道を掲げている。同じく民主党の流れを汲む立憲民主党も泉健太が党代表に就任してから中道を標榜している。結成当初から第49回衆議院議員総選挙までは｢リベラル色｣が強かったが、泉は立憲民主党が共有する価値観について2022年の党大会で「リベラルな価値でありますが、同時に日本が古来から大切にしてきた「和」「調和」「包摂」の価値でもあるのです。」と述べている。
この他、地方政治では消費者運動を基盤とした東京・生活者ネットワークや、環境保護運動を基盤とした「虹と緑」、「市民オンブズマン」を基盤とした政党（行革110番など）などが結成され、議席を獲得している。みどりの未来・緑の党グリーンズジャパンなど、新左翼から一部保守本流的潮流を取り込み中道左派的路線に移行したグループもある。
一方、沖縄県では様相が異なる。保守・革新の政治勢力が未だに拮抗しているため、沖縄タイムスと琉球新報は民主党や国民新党（現存せず）、政党そうぞうなどを「中道」または「中立」と呼んで区別している。

## 主な中道政党
中道政治の基準は国ごとに少しずつ違うため一般化することは難しいが、多くの場合、中道主義政党は自由主義、社会自由主義、保守自由主義性向を帯びる。
- カナダ
  - カナダ自由党
- イギリス
  - 自由民主党
- スウェーデン
  - 中央党
- オランダ
  - キリスト教民主アピール[14][15]
  - 民主66
- フランス
  - 再生 (政党)
  - 共和国前進
  - 民主運動
  - 急進運動
- ドイツ
  - 自由民主党[16][17]
- スペイン
  - シウダダノス[18][19][20]
- 韓国
  - 共に民主党[21][22][23][24][25]
  - 国民の党
  - 民生党
- 日本
  - 公明党[26][27][28]
  - 国民民主党 (日本 2020)[29]
  - 立憲民主党 (日本 2020)[30][31][32]
- 中華民国（台湾）
  - 台湾民衆党[33]
- イスラエル
  - 青と白

## ｢中道｣とされる主なマスコミ
- 日本 - 日本経済新聞[34]、毎日新聞[35]
- 韓国 - 韓国日報、京郷新聞[36]
- フランス - ル・パリジャン
- イギリス - エコノミスト[37]、ロイター[38]、Sky News[39]、インデペンデント[40]
- アメリカ合衆国 - USAトゥデイ